# شارع المرور
شارع المرور ويعرف أيضاً بشارع العجمي المفتوح هو شارع مقارب تماماً للسوق عجمي ستار في الإسكندرية.